# Tori, Estonia
Tori este un târgușor (nucleu urban) situat în partea de vest a Estoniei, în regiunea Pärnu. Este reședința comunei Tori.

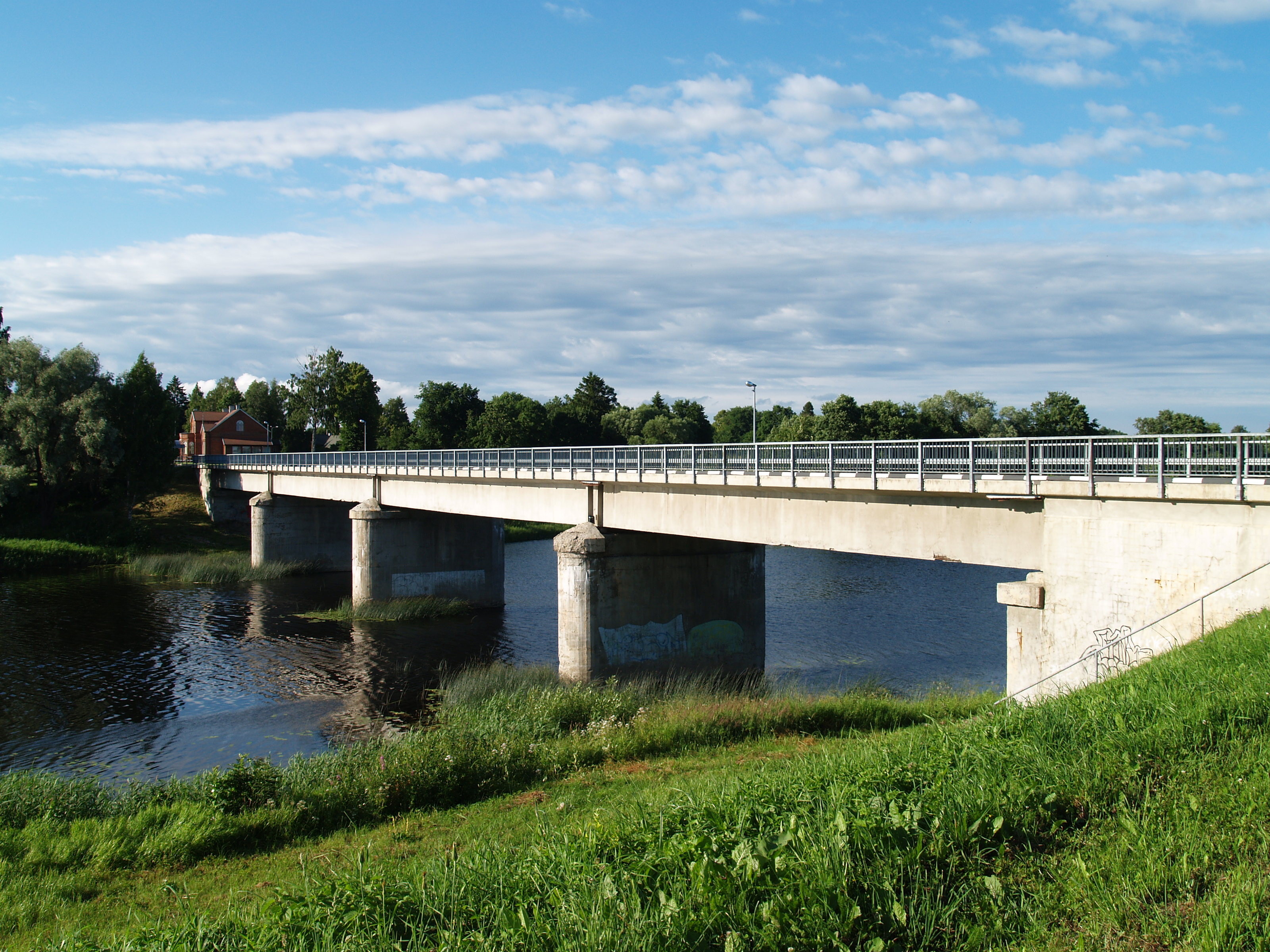
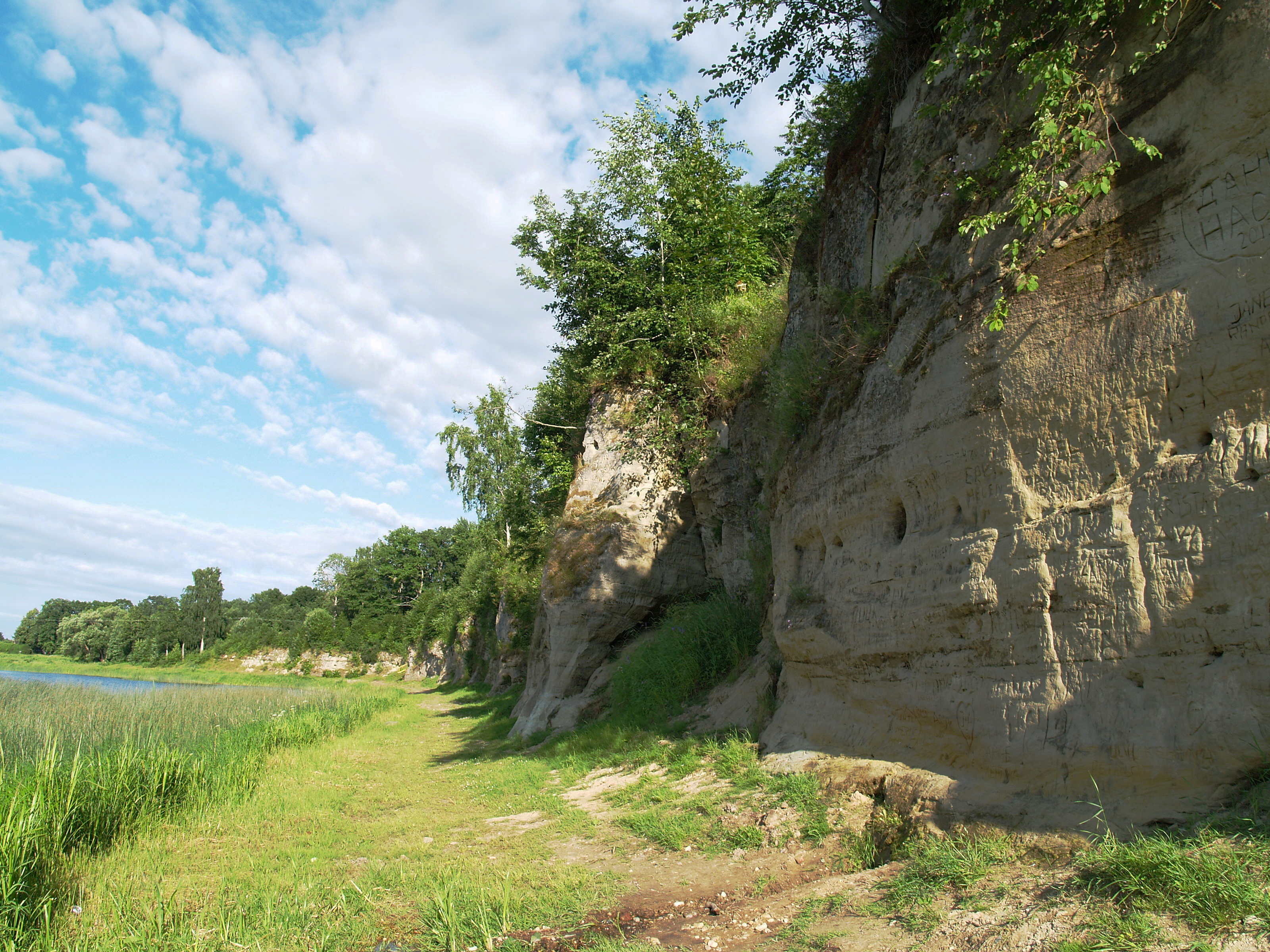
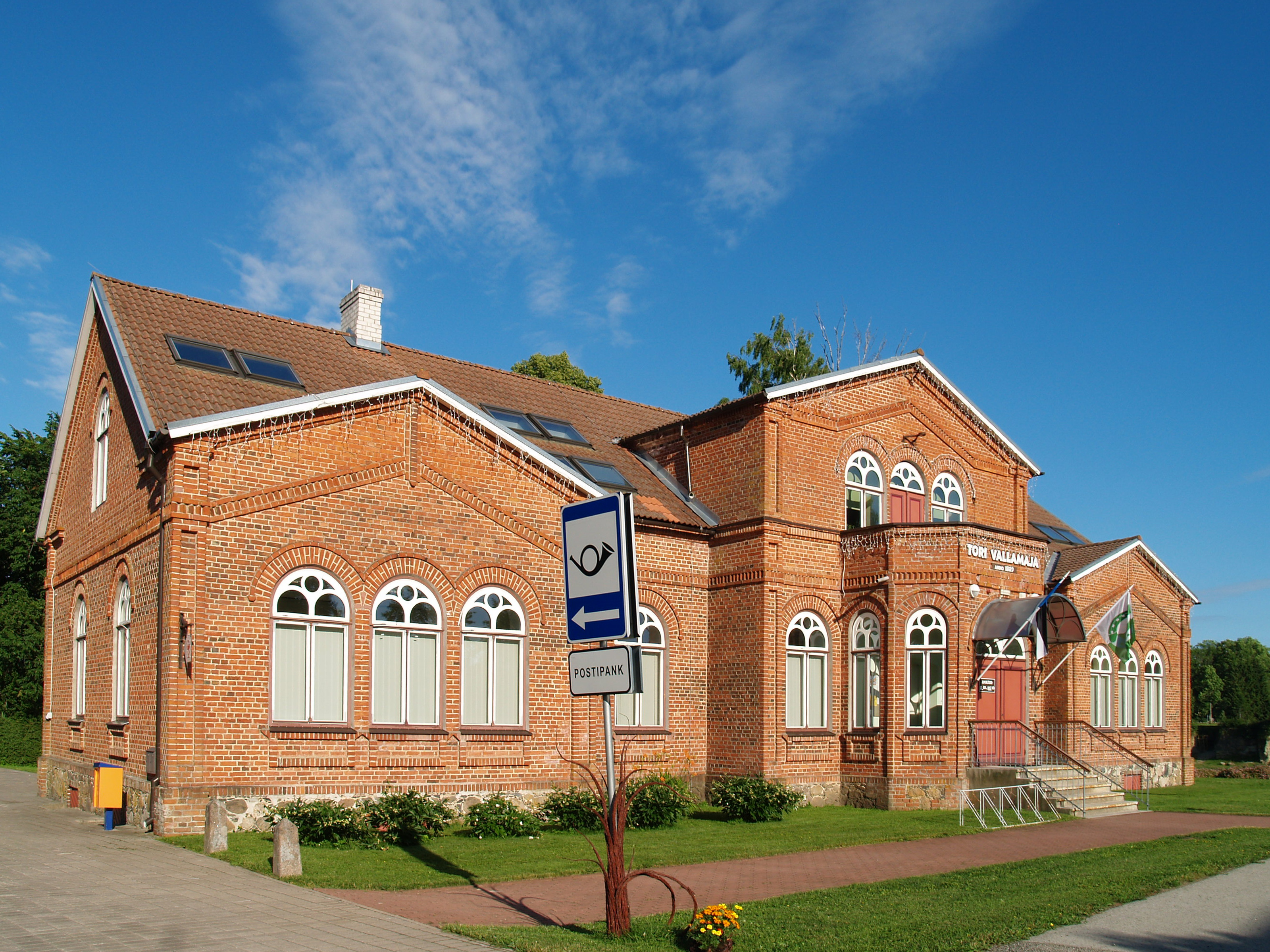
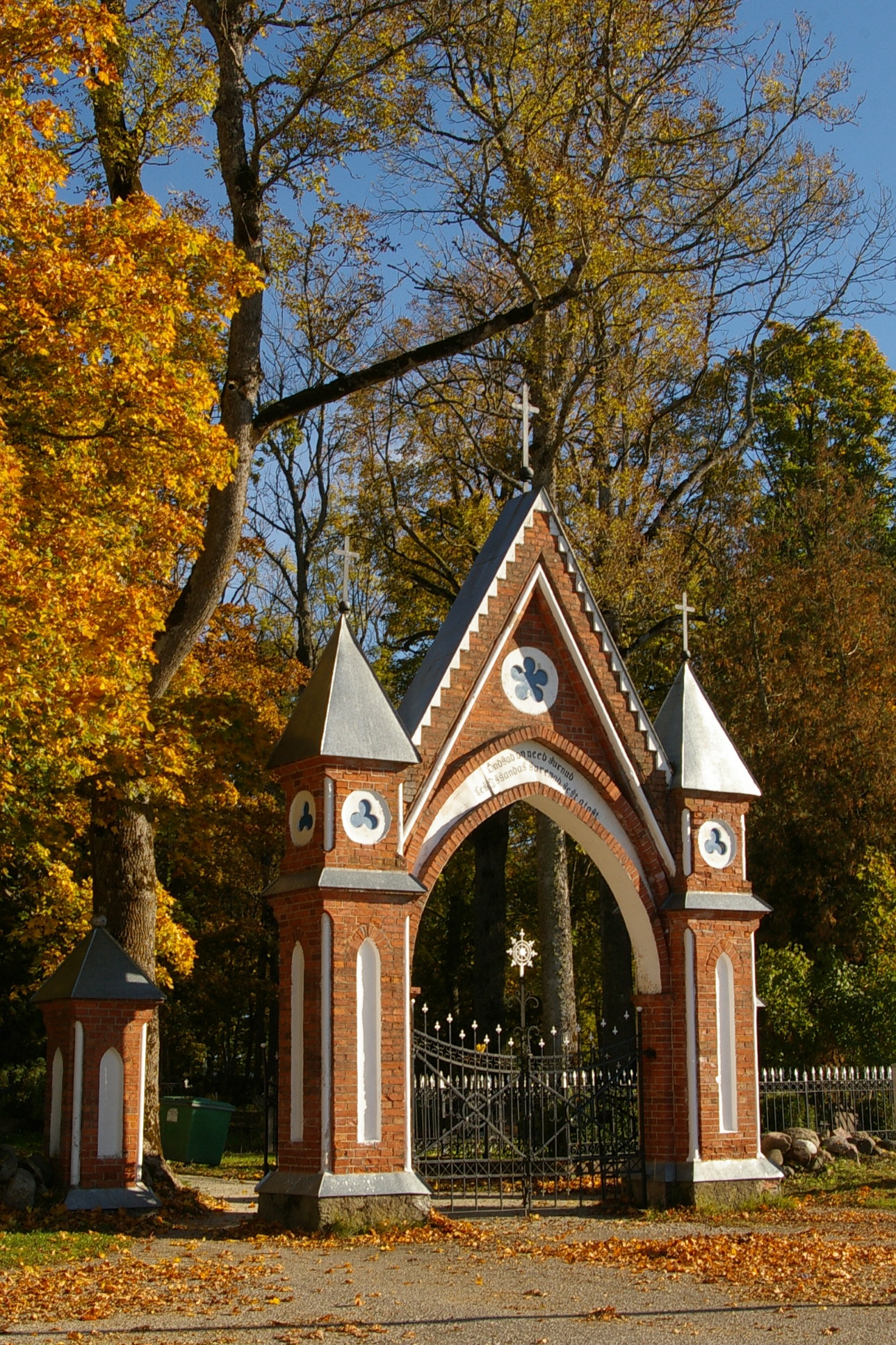